# Captopril
Captopril er en ACE-hæmmer der anvendes til behandling af forhøjet blodtryk og hjerteinsufficiens. Captopril var den første ACE-hæmmer på markedet og blev lanceret i 1981.